# Gorja de Kritsà
La Gorja de Kritsà (grec Φαράγγι Κριτσάς [fa'ɾaɟi kɾi'tsas]) és una estreta gorja a uns 16 km del poble de Kritsà, a l'illa de Creta, al nord-oest d'Àgios Nikólaos. La vall té uns 13 km de llarg i arriba a formar un profund canyó de 300 m d'alt i en alguns punts de només 1.5 m d'ample. Hi ha una sèrie de coves que van ser utilitzades sovint pel bandolers i també per les forces aliades durant l'ocupació alemanya. Per als turistes hi ha marcat el sender H1 de recorregut relativametn senzill, que porta a les ruïnes de l'antiga ciutat de Lató.